# Station Septèmes-les-Vallons
Station Septèmes-les-Vallons is een spoorwegstation in de Franse gemeente Septèmes-les-Vallons.